# Секретне досьє
«Секретне досьє» — американська біографічна історична драма про журналістів двох впливових видань, які опублікували секретні документи про хід війни у В'єтнамі.

## Сюжет
Південний В'єтнам, 1965 рік. Даніель Еллсберг — воєнний аналітик перебуває у бойових частинах. У джунглях солдати потрапляють в засідку. Еллсберг летить у США разом з міністром оборони США. Думка аналітика полягає в тому, що ситуація погіршується, але у своєму інтерв'ю міністр зазначає протилежне. Еллсберг викрадає кілька томів секретних документів про відносини В'єтнаму та США, у яких розкрито справжній стан справ.
Вашингтон, 1971 рік. Члени ради директорів компанії «Вашингтон пост» виказують сумніви щодо спроможності Кей Грем бути керівником. Вона стала очільником після самогубства її чоловіка. До Кей приходить її давній друг Роберт Мак-Намара, який повідомляє, що вже завтра в газетах з'явиться неприємна інформація про нього.
Стажист з редакції «Нью-Йорк таймс» дізнається у конкурентів про передову статтю. Наступного дня вони випускають матеріал про наявність секретних даних Пентагона, за що отримує погрозу від президента Ніксона. Про це стає відомо Кей Грем.
Еллсберг передає документи журналісту «Вашингтон пост». Після вагань Грем приймає рішення опублікувати секретні матеріали. Після сенсаційних новин влада США подає на газету в суд, судовий вирок був прийнятий не на користь позивачів.
Провідні газети починають друкувати статті, присвячені діям США у В'єтнамі. Річард Ніксон забороняє журналістам «Вашингтон пост» переступати поріг Білого дому.
Охоронець готелю «Вотерґейт» помічає сторонніх в офісі Демократичної партії США та викликає охорону.

## У ролях
| Актор           | Роль              |
| --------------- | ----------------- |
| Меріл Стріп     | Кетрін Грем       |
| Том Генкс       | Бен Бредлі        |
| Сара Полсон     | Тоні Бредлі       |
| Боб Оденкерк    | Бен Багдикян      |
| Трейсі Леттс    | Фрітц Біб         |
| Бредлі Вітфорд  | Артур Парсонс     |
| Брюс Грінвуд    | Роберт Мак-Намара |
| Зак Вудс        | Даніель Еллсберг  |
| Керрі Кун       | Мег Грінфілд      |
| Девід Кросс     | Говард Саймонс    |
| Джессі Племенс  | Роджер Кларк      |
| Елісон Брі      | Леллі Веймут      |
| Пет Гілі        | Філ Геєлін        |
| Майкл Сталберг  | Ейб Розенталь     |
| Джессі Мюллер   | Джудіт Мартін     |
| Старк Сендс     | Дон Грем          |
| Девід Костабайл | Арт Бухвальд      |

## Створення фільму

### Виробництво
Зйомки фільму почались 30 травня 2017 і тривали до листопада того ж року в Нью-Йорку.

### Знімальна група
- Кінорежисер — Стівен Спілберг
- Сценарист — Джош Сінгер, Ліз Ганна
- Кінопродюсери — Крісті Макоско Крігер, Емі Паскаль, Стівен Спілберг
- Кінооператор — Януш Камінський
- Композитор — Джон Вільямс
- Кіномонтаж — Майкл Кан, Сара Брошар
- Художник-постановник — Рік Картер
- Артдиректор — Кім Дженнінгс, Дебора Єнсен
- Художник по костюмах — Енн Рот
- Підбір акторів — Еллен Льюїс[4].

## Нагороди та номінації
| Список нагород та номінацій       | Список нагород та номінацій | Список нагород та номінацій    | Список нагород та номінацій | Список нагород та номінацій | Список нагород та номінацій |
| Кінофестиваль/Кінопремія          | Рік                         | Категорія                      | Номінант(и)                 | Результат                   | Дж                          |
| --------------------------------- | --------------------------- | ------------------------------ | --------------------------- | --------------------------- | --------------------------- |
| Національна рада кінокритиків США | 2017                        | Найкращий фільм                | Секретне досьє              | Перемога                    | [ 6 ]                       |
| Національна рада кінокритиків США | 2017                        | Найкращий актор                | Том Генкс                   | Перемога                    | [ 6 ]                       |
| Національна рада кінокритиків США | 2017                        | Найкраща акторка               | Меріл Стріп                 | Перемога                    | [ 6 ]                       |
| Премія «Золотий глобус»           | 7.01.2018                   | Найкращий фільм (драма)        | Секретне досьє              | Номінація                   | [ 7 ] [ 8 ]                 |
| Премія «Золотий глобус»           | 7.01.2018                   | Найкращий режисер              | Стівен Спілберг             | Номінація                   | [ 7 ] [ 8 ]                 |
| Премія «Золотий глобус»           | 7.01.2018                   | Найкраща чоловіча роль (драма) | Том Генкс                   | Номінація                   | [ 7 ] [ 8 ]                 |
| Премія «Золотий глобус»           | 7.01.2018                   | Найкраща жіноча роль (драма)   | Меріл Стріп                 | Номінація                   | [ 7 ] [ 8 ]                 |
| Премія «Золотий глобус»           | 7.01.2018                   | Найкращий сценарій             | Ліз Ганна, Джош Сінгер      | Номінація                   | [ 7 ] [ 8 ]                 |
| Премія «Золотий глобус»           | 7.01.2018                   | Найкраща музика до фільму      | Джон Вільямс                | Номінація                   | [ 7 ] [ 8 ]                 |
| Премія «Оскар»                    | 4.03.2018                   | Найкращий фільм року           | Секретне досьє              | Номінація                   | [ 9 ]                       |
| Премія «Оскар»                    | 4.03.2018                   | Найкраща жіноча роль           | Меріл Стріп                 | Номінація                   | [ 9 ]                       |